# Aprionus karsios
Aprionus karsios är en tvåvingeart som beskrevs av Jaschhof 2009. Aprionus karsios ingår i släktet Aprionus, och familjen gallmyggor. Arten är reproducerande i Sverige.